# Bellérophon (Euripide)
Pour les articles homonymes, voir Bellérophon (homonymie).

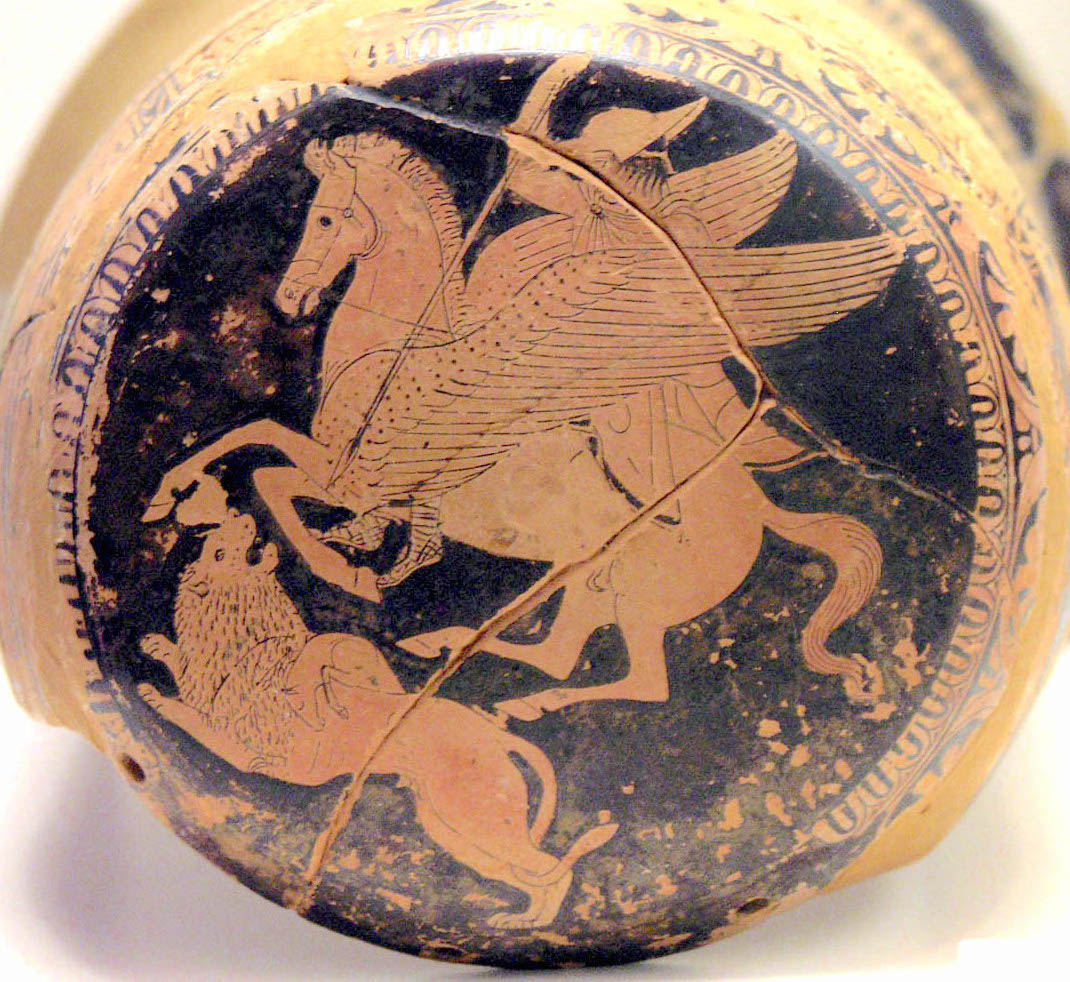
Bellérophon tuant la Chimère, épinétron attique, v. 425-420, Musée national archéologique d'Athènes

Bellérophon est une tragédie grecque fragmentaire d'Euripide.

## Personnages
Bellérophon - Iobatès - Glaucos - Mégapenthès - Messager

## Lieu
À proximité des champs Aléens en une région boisée (fr.24) . Le fond du décor est constitué par une cabane.

## Chœur
Probablement de paysans lycéens mais aucune indication n'assure cette hypothèse.

## Reconstitution
Elle est difficile car les fragments ne nous laissent entrevoir que quelques éléments de l'intrigue. L'avis général est que le début consistait en un agôn (joute oratoire) (fr. 1-10) entre Bellérophon et quelque inconnu. Suivrait un dialogue comme le suggèrent les fragments 11 et 12 (d'ailleurs plutôt énigmatiques). Le fr. 13 suggère une confrontation entre Bellérophon et son père, Glaucos. Les fragments suivants sont difficiles à situer dans l'ensemble, tandis que les fr. 20-21 sont jugés douteux par la critique contemporaine du fait de certaines contradictions qu'ils présentent avec l'intrigue conjecturée. Trois fragments incitent aussi à supposer un dialogue entre Pégase et Bellérophon (fr. 22-24). Puis viendrait le récit d'un messager sur la chute de Bellérophon (fr. 25-26). Enfin Bellérophon, dans une dernière scène qui recouvre une même ferveur que les mystères médiévaux, faisait amende honorable et s'excusait devant les dieux (fr. 27-29).

## Résumé de l'intrigue
Bellérophon qui semble avoir tout perdu (sa femme, sa fille et son statut ; peut-être à la suite de l'histoire de Sthénébée), vit seul avec son père Glaucos et Pégase sur une terre inculte. Il exprime là sa profonde mélancolie et son pessimisme quant au sort du monde, sa conclusion étant que les dieux n'existent pas. À la suite de quelque nouvel outrage, il se décide pour l'action et monte Pégase dans l'objectif d'atteindre l'Olympe. Les motifs de cette ascension nous demeurent inconnus et la critique actuelle hésite entre deux options :
1. il voulait s'assurer de l'inexistence des dieux (perspective intéressante d'un point de vue philosophique : Bellérophon serait l'homme moderne se libérant de toute entrave divine)
2. une simple volonté de vengeance vis-à-vis de ceux qui l'ont tant fait souffrir. Quoi qu'il en soit, Pégase chute avec son cavalier qui est amené sur la scène mortellement blessé, allongé sur une litière. S'étant excusé de son défi insensé, il meurt.

## Éditions modernes
- Euripide, Tragédies, vol. 8, 2e partie. Fragments. De Bellérophon à Protésilas; texte grec et traduction française de François Jouan et Herman Van Looy; Paris, Les Belles Lettres, 2000, 2002, 2003.

## Études
- N. Wecklein, Tragödien des Euripides: Bellerophontes, pages 98-109, SBAW, 1888
- A. Caputi Euripide e le sue tragedie sul mito di Bellerofonte, pages 509-515, RAL, 1909
- M. Pohlenz, Die Grichische Tragödie, tome I pages 290-293 et tome II pages 123-124, Göttingen, 1954
- Z. V. Vykozy, De Euripidis Bellerophonte, pages 137-145, ZJFK, 1963 ouvrage tchèque résumé en allemand dans BCO, page 358, 1964.
- A. Carlini, Due note euripidee, pages 201-205, SCO, 1965
- P. Rau, Paratragœdia, pages 89-91, Munich, 1967
- Lamberto Di Gregorio, Il Bellerofonte di Euripide. I. Dati per una ricostruzione ; II. Tentativa di ricostruzione, pages 195-214 et 365-382, CCC, 1983
- Christoph Riedweg, The "atheistic" fragment from euripides "Bellerophone", pages 39-53, ICS, 1990
- Mariarita Paterlini, Note al Bellerofonte euripideo, pages 513-523, Sileno, 1990.